# 스기야마 카즈코
스기야마 카즈코(일본어: 杉山 佳寿子, 1955년 9월 29l일 ~ )는 일본의 여성 성우. 아오니 프로덕션 소속. 본명은 시부카와 카즈코(渋川 佳寿子). 아이치현 나고야시 출신.

## 출연 작품

### 애니메이션
- 강철의 연금술사(2003년판) - 단테
- 개구리 왕눈이 - 거북소년
- 과학닌자대 갓챠맨 - 백조 쥰
- 교향시편 에우레카 세븐 - 티프토리
- 구슬대전 배틀비드맨 - 비드선인, 아바바
- 닥터 슬럼프 - 키미도리 아카네
- 달빛천사 - 코야마 후즈키
- 도쿄 언더그라운드 - 오토
- 디지몬 프론티어 - 보코몬(볼록몬)
- 마그네로보 가킨 - 카즈키 마이
- 마경전설 아크로번치 - 란도우 레이카
- 매지컬 타루루토 - 이지와루 루이
- 부탁해! 마이멜로디 - 마이멜로디의 할머니
- 사이보그 009(TVA)(1979년판) - 003(프랑소와즈 아르누르)
- 소년탐정 김전일 망자의 체크메이트 - 아나타 로빈슨
- 시끌별 녀석들 - 텐
- 신 메이플 타운 이야기 팜 타운 편 - 제인 파이카
- 신비한 별의 쌍둥이 공주 시리즈(오리지널, Gyu!) - 카멜롯
- 왔다! 뚱냥이 - 엄마
- 아라비안 나이트 신밧드의 모험 - 인어 공주
- 알프스의 소녀 하이디 - 하이디
- 왕실교사 하이네 - 마리아 폰 그란츠라이히
  - 극장판 왕실교사 하이네 - 마리아 폰 그란츠라이히
- 영화로 등장! 다마고치 두근두근! 우주의 미아!? - 마키코
- 우리는 만화가 토키와 장 이야기 - 미즈노 히데코
- 으랏차차 짠돌이네 - 하게타 하게마루(왕짠돌)
- 키테레츠 대백과 - 코로스케(87화 이후)
- 펭귄 롤로의 모험 - 롤로
- 포켓몬스터(애니메이션) - 국화
- 포켓몬스터 애니메이션 시리즈 극장판 4기 ~세레비, 시공을 초월한 만남~ - 세레비
- 프리큐어 시리즈
  - Yes! 프리큐어 5 - 데스파라이아
  - 영화 두근두근! 프리큐어 마나 결혼!!? 미래로 이어지는 희망의 드레스 - 반도 이스즈/베벨
- SF 서유기 스타징가 - 오로라 공주
- UFO로보 그렌다이저 - 나이다(25화), 키리카 (63화)
- 만화 일본사 - 나레이터

### 게임
- 봄버맨 시리즈 - 시로본, 쿠로본 등